# Bošnjačka demokratska stranka Hrvatske
Bošnjačka demokratska stranka Hrvatske (BDSH) politička je stranka u Republici Hrvatskoj, osnovana u Kastvu 2008. godine, a cilj joj je pridobiti povjerenje i pomagati interese bošnjačke zajednice u Hrvatskoj. Predsjednik stranke je Nedžad Hodžić.
Stranka je osnovana 25. listopada 2008. s ciljem kvalitetnijeg političkog organiziranja bošnjačke nacionalne manjine u Republici Hrvatskoj, te izgradnji Hrvatske kao ravnopravne društvene zajednice svih njenih građana. Prvi kratkoročni cilj stranke bio je priprema bošnjačke nacionalne manjine za popis stanovništva 2011. godine. Stranka je 2010. godine imala 1 100 članova.
Na parlamentarnim izborima 2011. godine stranka je osvojila jedno mjesto predviđeno za albansku, bošnjačku, crnogorsku, makedonsku i slovensku nacionalnu manjinu u Hrvatskom saboru. Poslanik u Saboru je Nedžad Hodžić. 2013. godine došlo je do previranja u stranci, a rezultat je bio izbacivanje osmorice visokopozicioniranih članova, među kojima su bili i potpredsjednici stranke i članovi Glavnog odbora. Motiv sukoba navodno je bio novac.

## Vanjske poveznice
Službena stranica stranke  Arhivirana inačica izvorne stranice od 24. svibnja 2013. (Wayback Machine)